# Phoebella albomaculata
Phoebella albomaculata är en skalbaggsart som först beskrevs av Charles Joseph Gahan 1889.  Phoebella albomaculata ingår i släktet Phoebella och familjen långhorningar. Inga underarter finns listade i Catalogue of Life.